# Route 7A (Ontario)
Pour les articles homonymes, voir Route 7A.
La route 7A est une route provinciale de l'Ontario auxiliaire de la Route 7 dans le sud de l'Ontario. Elle possède une longueur d'environ 48 kilomètres.

## Description du Tracé

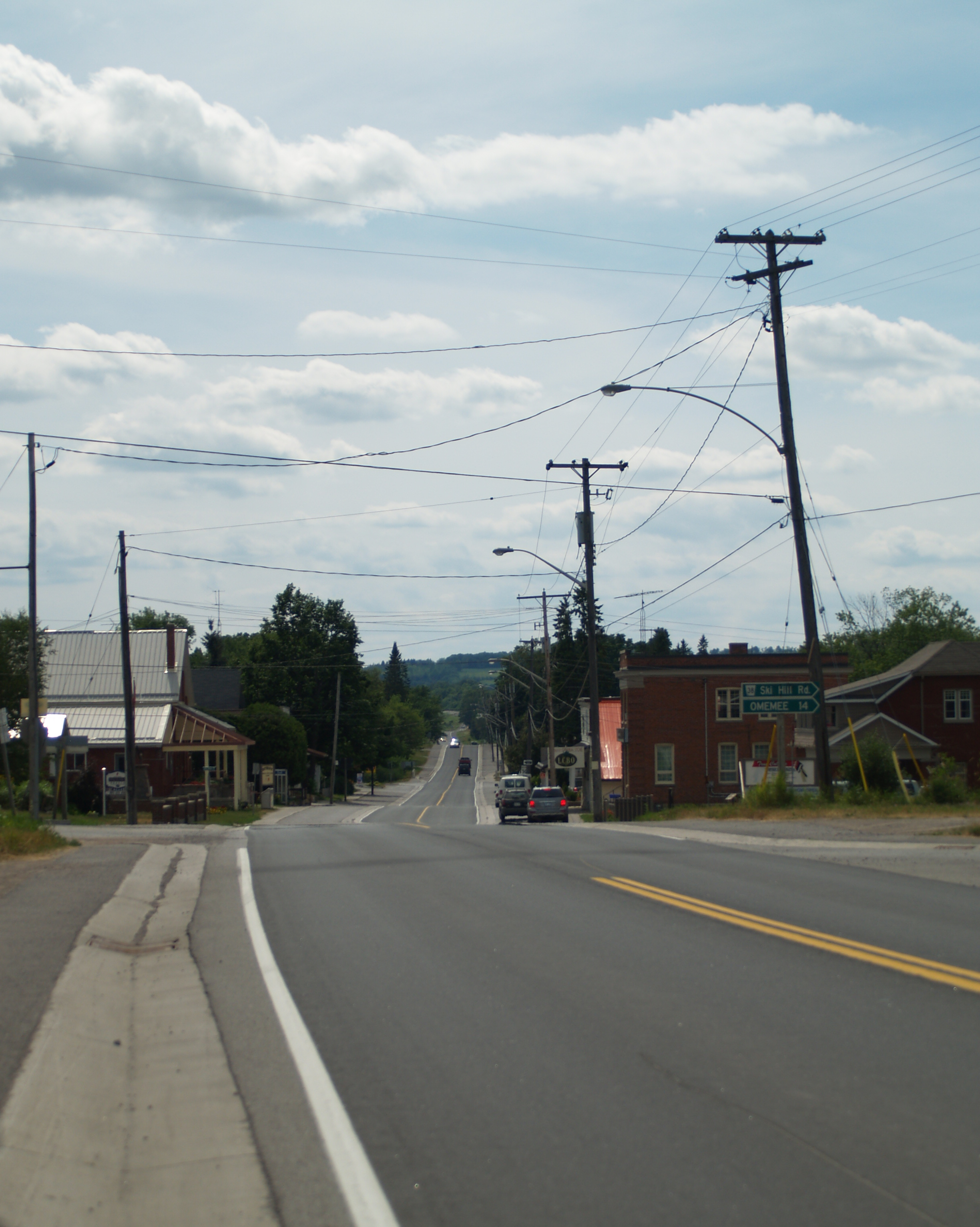
La route 7A dans Bethany, à 10 kilomètres de son extrémité est (Route 115).

La route 7A commence juste à l'ouest de Port Perry sur une intersection en T avec le multiplex des routes 7 et 12, faisant partie de la Route transcanadienne. De ce point, la 7A traverse justement le village de Port Perry avant de suivre la rive sud du lac Scugog jusqu'à la Route 35 en passant au nord de Blackstock. Du kilomètre 29 au kilomètre 31, elle forme un multiplex avec la Route 35 en se dirigeant vers le sud. Elle se redirige ensuite vers l'est en se séparant de la Route 35 jusqu'à la Route 115 en passant dans Bethany et après avoir parcouru 48 kilomètres.

## Situation
- 15 kilomètres à l'ouest-sud-ouest de Peterborough (par la Route 115)
- Une vingtaine de kilomètres au nord d'Oshawa
- Environ 65 kilomètres au nord-est de Toronto

## Intersections Principales
| Route 7A        |       |                   |                                       |                                |
| ville           | km    | intersection      | destinations                          | notes                          |
| Port Perry      | 0     | R-7 et R-12       | Oshawa, Sunderland, Toronto           | début de la 7A                 |
| Bethany         | 29-31 | R-35              | Orono, Lindsay                        | Multiplex pendant 2 kilomètres |
| Cavan           | 48    | R-115 (autoroute) | Peterborough, Orono, Oshawa (via 401) | Fin de la 7A; échangeur        |
| Vert= Multiplex |       |                   |                                       |                                |